# Danmarks Biblioteksskole
Danmarks Biblioteksskole var en undervisningsinstituion med det formål at uddanne bibliotekarer.
Ønsket om at bibliotekerne skulle ledes af professionelt uddannet personale voksede efter år 1900 og dermed voksende også behovet for en biblioteksuddannelse. Det første kursus på 14 dage blev afholdt af Andreas Schack Steenberg (leder af Statens Bogsamlingskomité) på Vejlby Højskole i 1909. I de følgende år fortsatte Steenberg disse kurser. I 1918 oprettede Statens Bogsamlingskomité Statens Biblioteksskole for medarbejdere ved folkebibliotekerne. Uddannelsen omfattede et tre måneders forløb med 3-4 timers daglig undervisning, aftenforedrag samt fire måneders praktisk oplæring i bibliotekerne.

## Statens Biblioteksskole
Med vedtagelsen af den første bibliotekslov i 1920 kom uddannelsen ind under Statens Bibliotekstilsyn med biblioteksdirektørens stedfortræder som leder af uddannelsen. Grundbog for uddannelsen var Steenbergs Folkebogsamlinger. Deres Historie og Indretning. Andre grundbøger var Lærebog i Biblioteksteknik og Haandbog i Bibliotekskundskab, som var forfattet af Bibliotekstilsynets medarbejdere. Uddannelsen for bibliotekseleverne var fireårig med tre års praktik på et bibliotek og et års teoretisk uddannelse på skolen.

## Danmarks  Biblioteksskole
I 1956 vedtog Folketinget at oprette Danmarks Biblioteksskole som en selvstændig læreanstalt. Biblioteksvæsenet fik dermed sin egen skole med sin egen lovgivning. En væsentlig forandring fra tidligere var, at skolen uddannede både folkebibliotekarer og bibliotekarer til de videnskabelige biblioteker. Uddannelsen var stadig fireårig og blev delt i "Sektion I" for folkebibliotekarer og "Sektion II" for bibliotekarer ved forskningsbiblioteker. Bibliotekselever skulle først gennemgå et halvt års praktik, derefter et halvt års grundskole, to års praktik og til sidst et afsluttende år på skolen. På Sektion II fik biblioteksassistenter et udvidet kursus. Forskningsbibliotekarer med akademisk baggrund skulle inden for de første år af deres ansættelse undervises 250-300 timer uden eksamen i almindelige biblioteksfag med særligt fokus på bibliografi. I 1966 afskaffedes mesterlæren, idet optaget af nye studerende skete direkte til skolen, som derefter sendte dem ud i praktik.
I 1967 flyttede skolen fra Lindevangs Allé til en selvstændig bygning på Birketinget på Amager.
I begyndelsen af 1970’erne var der mangel på bibliotekarer mange steder i landet. I 1973 placerede man derfor en jysk afdeling i Aalborg, mens hovedafdelingen fortsat lå i København. Fysisk var Aalborg-afdelingen placeret som en del af Aalborg Universitetscenter, men organisatorisk hørte den sammen med Danmarks Biblioteksskole i København, som dermed var lokaliseret to steder med samme uddannelse. 

## Fusion  med Københavns Universitet
Ved en lovrevision i 1998 bevægede skolen sig i retning af en universitetsinstitution. I 2011 fik skolens medarbejdere samme løn- og ansættelsesvilkår som universiteterne. Samtidig skiftede Danmarks Biblioteksskole navn til Det informationsvidenskabelige Akademi. Efter kun to år blev akademiet i 2013 fusioneret med Københavns Universitet og skiftede navn til Institut for Informationsstudier under  Det humanistiske Fakultet. I 2017 flyttede instituttet fra Birketinget til  Københavns Universitet, Søndre Campus.